# 圣赖功德小堂

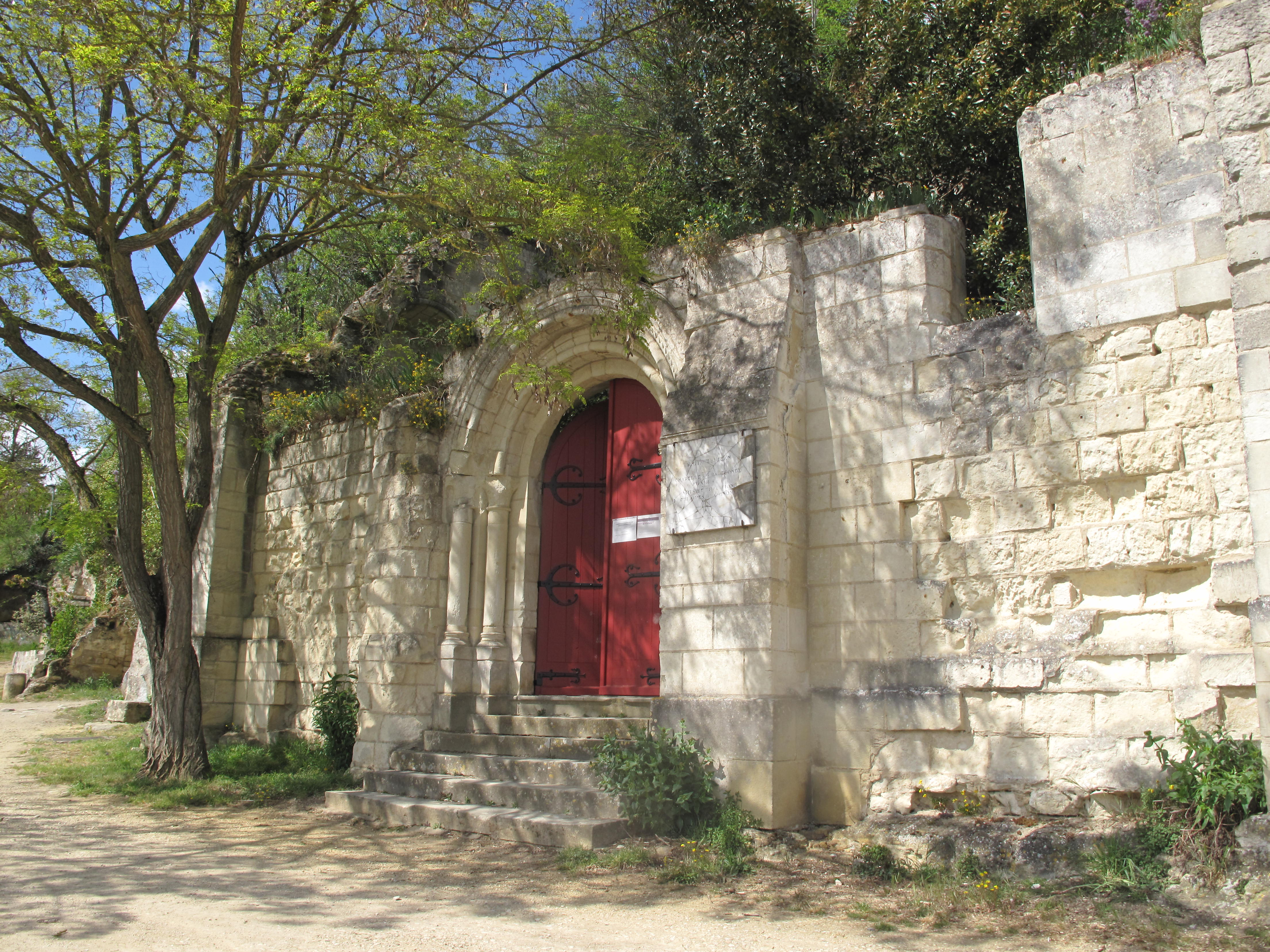

圣赖功德小堂（Chapelle Sainte-Radegonde）是一座半圆形的建筑，位于法国中央-卢瓦尔河谷大区安德尔-卢瓦尔省希农市中心以东的圣拉德贡德山坡。在古代，这里的井水就被认为与奇迹有关。传说隐士约翰埋葬在那里，拉德貢德多次在这里见隐士约翰。小堂可以追溯到11世纪或12世纪。在法国大革命期间，这座废弃的小堂作为国家财产出售。1966年在这里设立希农民间艺术和传统博物馆（musée des arts et traditions populaires du Chinonais）。1964年偶然发现了皇家狩猎的壁画。1967年列为法国历史遗迹。

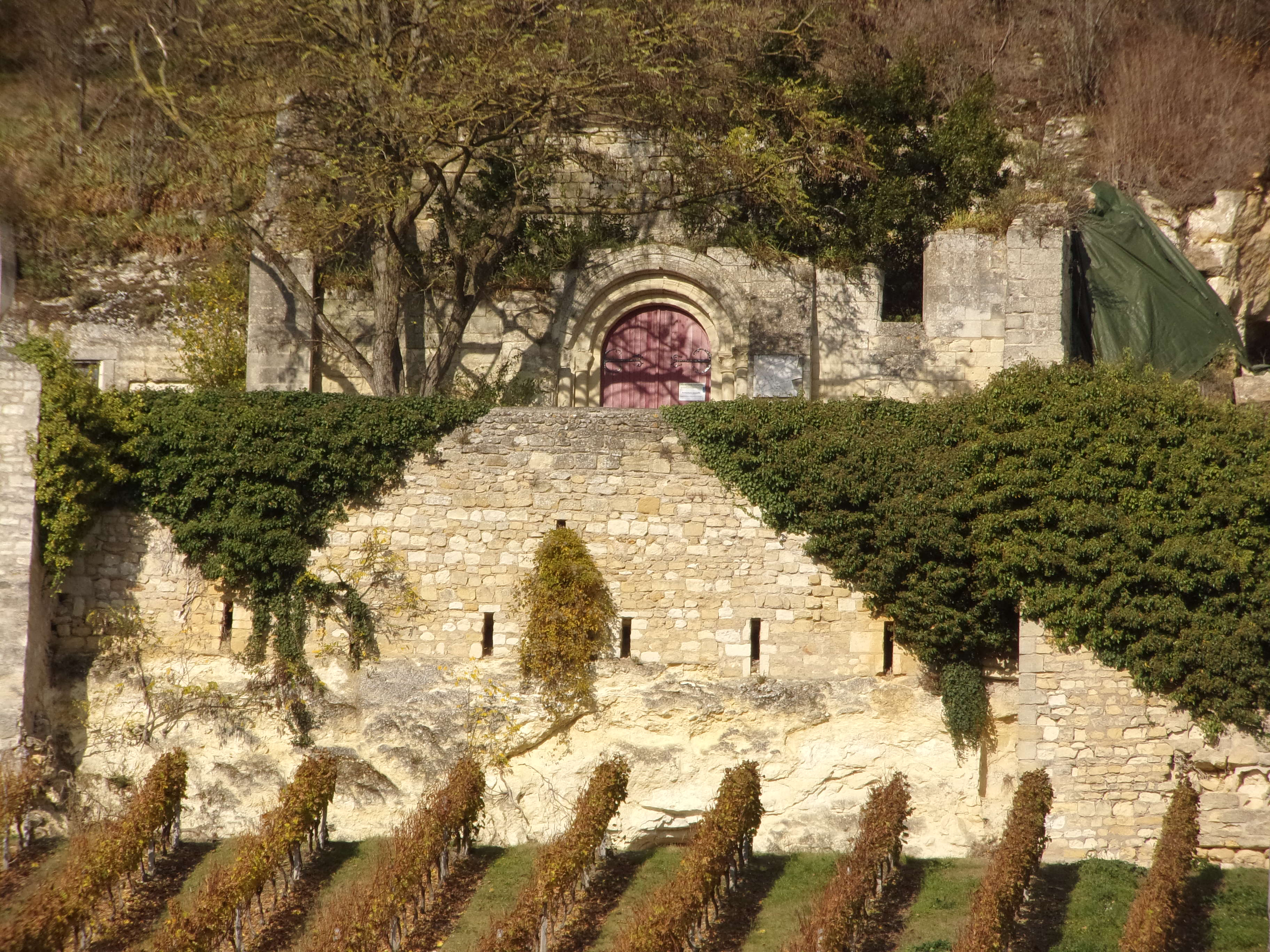

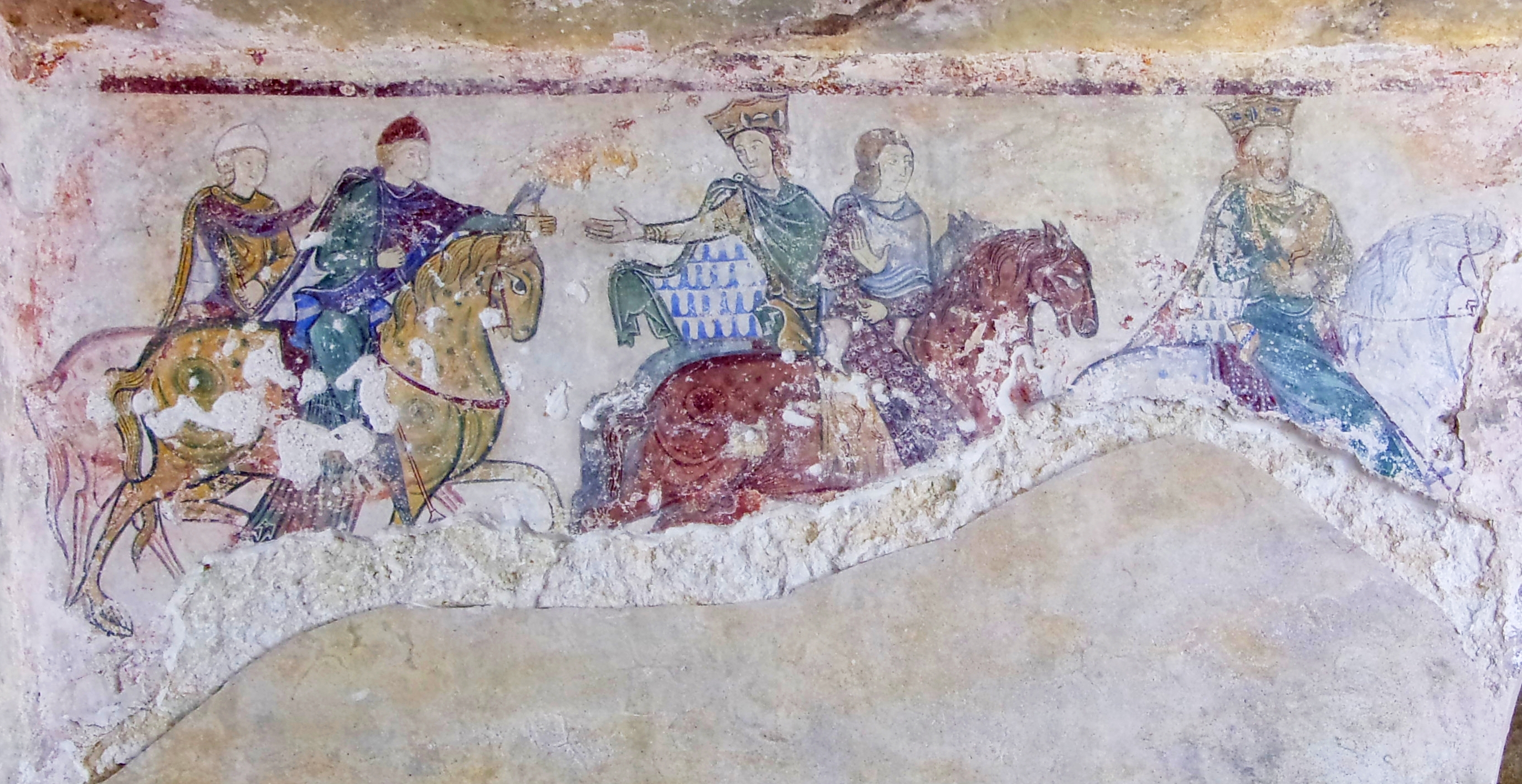